# Stenaelurillus albopunctatus
Stenaelurillus albopunctatus är en spindelart som beskrevs av Lodovico di Caporiacco 1949. Stenaelurillus albopunctatus ingår i släktet Stenaelurillus och familjen hoppspindlar. Inga underarter finns listade i Catalogue of Life.